# Oncocnemis kelloggi
Oncocnemis kelloggi är en fjärilsart som beskrevs av H. Edwards 1875. Oncocnemis kelloggi ingår i släktet Oncocnemis och familjen nattflyn. Inga underarter finns listade i Catalogue of Life.